# Iznoski
Iznoski (ruso: Изно́ски) es un asentamiento rural y pueblo (seló) de Rusia, capital del raión homónimo en la óblast de Kaluga.
En 2021, el territorio del asentamiento tenía una población de 1828 habitantes, casi todos los cuales vivían en el propio pueblo, excepto un centenar de ellos repartidos en sus quince pedanías, todas ellas aldeas (derevni) casi despobladas.
Se ubica unos 20 km al este del límite septentrional del parque nacional de Ugrá, marcado por el límite con la óblast de Smolensk.

## Historia
Se conoce la existencia de la localidad en documentos desde 1776, cuando se menciona como una aldea del uyezd de Medýn, años más tarde integrado en la gobernación de Kaluga. Desde principios del siglo XIX, la aldea se hizo conocida como centro de fabricación de instrumentos musicales como cítaras y armonios, y en los primeros años de la Unión Soviética llegó a albergar un artel de fabricación de balalaicas. En 1874 se abrió aquí una estación del ferrocarril de Riazhsk a Viazma. La Unión Soviética dio al pueblo el estatus de capital de vólost en 1924 y el de capital distrital en 1985.